# Síndrome del Vietnam
La síndrome del Vietnam és un terme propi de la política dels Estats Units que fa referència a l'aversió pública a les implicacions militars dels Estats Units d'Amèrica (EUA) després de la polèmica interior sobre la Guerra del Vietnam (1959-1975). Des de principis dels anys 1970, la suma de l'opinió pública contrària a la guerra, de la reticència a desplegar tropes terrestres a l'estranger i d'imposar el reclutament obligatori, són percebuts com símptomes de la síndrome del Vietnam.
La «síndrome del Vietnam» representa el fet que la major part de la ciutadania, de tarannà pacifista, no entén que hi hagi raons per la guerra, la mort i la tortura, ni perquè s'ha d'anar pel món torturant, matant i bombardejant.

## Derrota al Vietnam
En el debat nacional sobre les raons per les quals els EUA no van poder vèncer la resistència vietnamita durant la guerra, pensadors conservadors, alguns dels quals formaven part de les Forces Armades dels Estats Units, van argüir que els EUA tenien recursos suficients però que l'esforç bèl·lic havia estat minat a casa. En un article al Commentary Magazine, «Making the World Safe for Communism», el periodista Norman Podhoretz va qualificar-lo d'«inhibicions malaltisses respecte de l'ús de la força militar», i va afirmar:
Ens manca poder? Certament, no, si el poder es mesura en termes bruts de capacitat econòmica, tecnològica i militar. Segons aquests estàndards, seguim essent l'estat més poderós del món. La qüestió es resumeix, doncs, en un tema de voluntat.
El terme «síndrome del Vietnam» va proliferar en els cercles mediàtics i polítics com una forma d'explicar per què els EUA, una de les superpotències del món, no va poder repel·lir la recuperació del Vietnam de Sud per part del Vietcong. Polítics conservadors com Ronald Reagan (1981-1988) van estar d'acord amb l'anàlisi de Podhoretz, i amb el temps, el terme «síndrome del Vietnam» es va difondre com a representació de la idea que la societat estatunidenca estava preocupada de no guanyar mai més una guerra i que la seva nació es trobava abocada a la decadència absoluta.
A la fi de les dècades del 1970 i 1980, Reagan va tractar els aspectes de la síndrome del Vietnam argumentant que es podria superar si els estatunidencs adoptaven una posició més confiada i optimista sobre el món, amb ell com a líder. En un discurs davant els Veterans of Foreign Wars, Reagan va afirmar que era el moment adequat per a aquest canvi d'actitud i d'acció, ja que la Unió Soviètica sobrepassava els EUA en la cursa armamentista, i va acusar l'expresident Jimmy Carter (1977-1980) de ser aliè a l'«amenaça soviètica».
Va subratllar la necessitat d'una política exterior més agressiva i activa, i va donar a entendre que els EUA podrien haver derrotat el Viet Cong al·legant que la societat s'havia tornat contra la guerra per la influència de la propaganda nord-vietnamita i va suggerir que els oficials havien defraudat els soldats i havien tingut «por de deixar-los guanyar» la guerra.
Reagan va equiparar la síndrome del Vietnam amb les reticències de l'opinió pública de donar suport a les intervencions militars dels EUA, però també amb els sentiments de culpabilitat per la devastació provocada en la Guerra del Vietnam i amb els dubtes sobre l'ètica de les intencions i accions de l'exèrcit dels EUA durant la guerra. Malgrat que els setze anys de combats van deixar entre 1,5 i tres milions de vietnamites civils assassinats i 58.220 soldats estatunidencs morts, Reagan va defensar que els EUA havien lluitat per «una causa noble» i va culpar la Guerra del Vietnam exclusivament de l'agressió del Front Nacional d'Alliberament del Vietnam.

## Invasió de Grenada
La tardor de 1983, el president Reagan va posar a prova les seves creences ordenant la invasió de Grenada. Reagan es va convèncer que era necessària una acció militar sorpresa de matinada el 25 d'octubre per a protegir els 1.000 residents estatunidencs, restaurar la democràcia del sistema de Westminster i acabar amb la creixent influència del Bloc socialista sobre l'antiga colònia britànica. Reagan va superar la vacil·lació de la direcció del Pentàgon i va prescindir de l'autorització internacional per a la intervenció militar. En la seva autobiografia, Reagan va afirmar que la invasió es va mantindre en secret a causa de la síndrome del Vietnam: osspitava que si informàvem de l'operació al Congrés, fins i tot en termes de confidencialitat, hi hauria algú que la filtraria a la premsa juntament amb la predicció que Granada es convertiria en un "altre Vietnam". No ho vam preguntar a ningú, sinó que ho vam fer».
L'administració Reagan esperava que l'èxit de la invasió de Grenada ajudés a dissipar la síndrome del Vietnam, de manera que l'opinió pública donés suport a les futures accions militars dels EUA: «els nostres dies de debilitat s'han acabat. Les nostres forces militars romanen dempeus»
Es va creure que la ràpida victòria durant la Guerra del Golf era el final de la síndrome del Vietnam. El president dels EUA, George H.W. Bush (1989-1993), va declarar triomfant després de la guerra: «els fantasmes del Vietnam descansen sota la sorra del desert àrab», i The Washington Post va afirmar que era necessari infondre respecte pels «valors marcials».

## Guerres de Bòsnia i Afganistan
«Lift and strike» va ser el nom de la proposta política de Bill Clinton (1993-2000), a la qual havia donat suport durant la seva campanya presidencial el 1992. La política pretenia millorar les possibilitats d'un acord polític en l'atroç Guerra de Bòsnia aixecant l'embargament d'armes, armant els bosníacs i atacant els serbis de Bòsnia si resistien el projecte de rearmament. La combinació de la síndrome del Vietnam i l'oposició dels aliats estatunidencs a Europa van dissuadir la proposta, que no va prosperar.
No va ser fins que el fill del primer president Bush, George W. Bush (2001-2009), va assumir el poder que els EUA es van embrancar en una altra llarga i costosa guerra. Primer amb l'Operació Llibertat Duradora a l'Afganistan, després dels atacs de l'11 de setembre de 2001 contra les Torres Bessones i, dos anys més tard, el 2003, amb la invasió de l'Iraq.
Les guerres de l'Afganistan i de l'Iraq van tenir un impacte en la política exterior del president Barack Obama (2009-2017) semblant a la que va tenir la Guerra del Vietnam en les accions dels seus predecessors: «des de la Segona Guerra Mundial, alguns dels nostres errors més costosos no han vingut de la nostra contenció, sinó de la nostra voluntat de precipitar-nos en aventures militars sense pensar en les conseqüències», va subratllar en el seu discurs a l'Acadèmia Militar de West Point.